# Hadena nana
Hadena nana är en fjärilsart som beskrevs av S.A. von Rottemburg 1776. Hadena nana ingår i släktet Hadena och familjen nattflyn. Inga underarter finns listade i Catalogue of Life.